# Carl Jättnig (der Jüngere)
Carl Friedrich August Jättnig (auch Jaettnig, * um 1794 in Berlin; † 18. August 1849 ebenda) war ein deutscher Kupferstecher.
Carl Jättnig der Jüngere war ein Sohn des Kupferstechers Carl Jättnig (der Ältere). Er wurde ebenso wie sein älterer Bruder Ferdinand Kupferstecher. Da er sich selbst als akademischen Künstler bezeichnete, hatte er vermutlich ebenfalls an der Akademie der Künste in Berlin studiert. Er wirkte ab 1816 in Berlin als geografischer Kupferstecher, u. a. für Daniel Gottlob Reymann. Er war seit 1829 mit Bertha Albertine Charlotte Siercks verheiratet. Sie hatten fünf Kinder.